# هارفي رودجرز
هارفي رودجرز (بالإنجليزية: Harvey Rodgers)‏ هو لاعب كرة قدم بريطاني في مركز الدفاع، ولد في 20 أكتوبر 1996 في يورك في المملكة المتحدة. لعب مع هال سيتي.

## وصلات خارجية
- هارفي رودجرز على موقع قاعدة بيانات كرة القدم.إي يو (الإنجليزية)
- هارفي رودجرز على موقع Soccerbase.com (لاعب) (الإنجليزية)
- هارفي رودجرز على موقع Soccerway.com (الإنجليزية)
- هارفي رودجرز على موقع AS.com (الإسبانية)